# Cotito

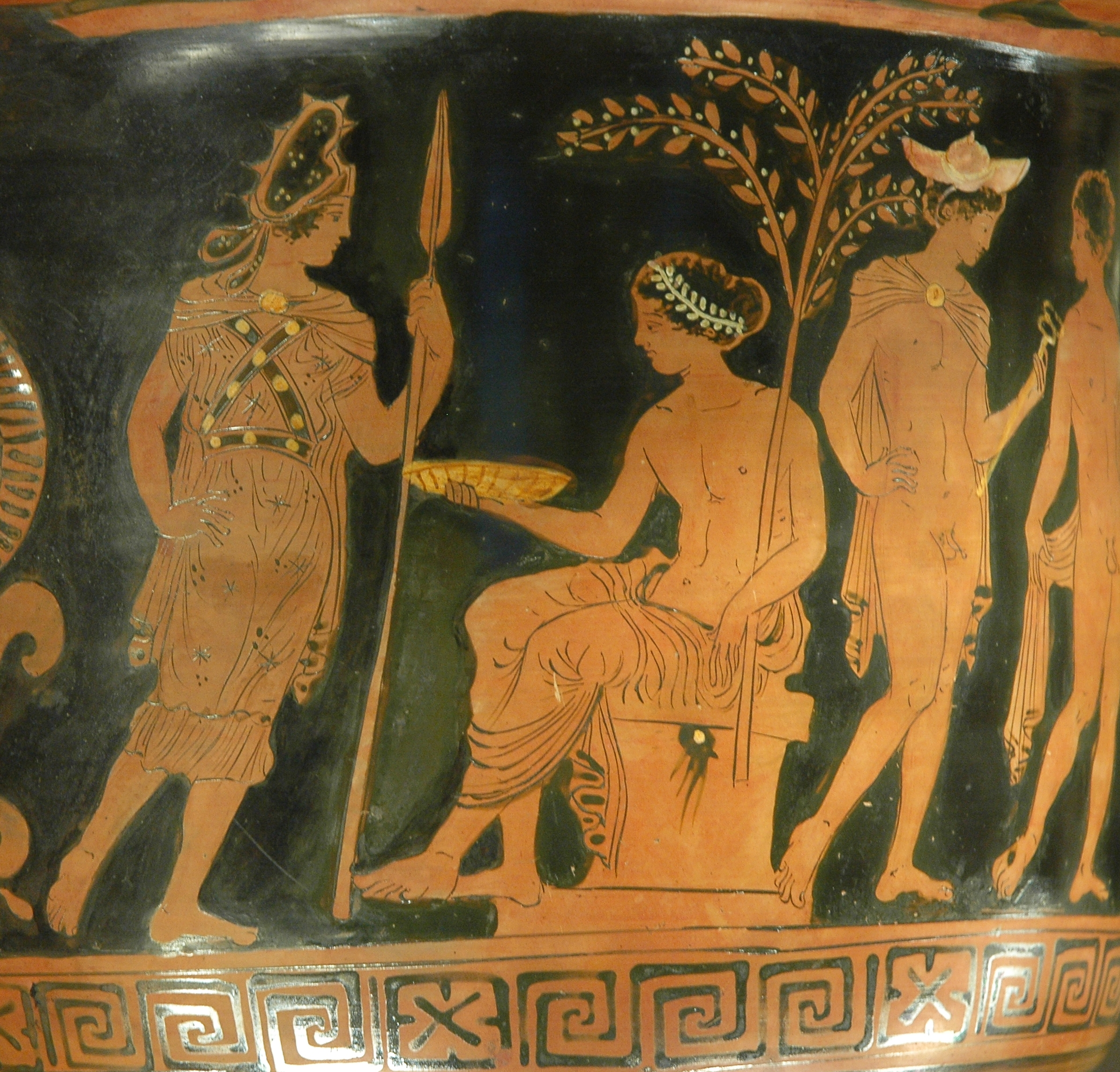
Cratera grega (c. 380–370 a. C.) com pintura representando uma deusa, provavelmente Bendis ou Cotito, vestida em trajes trácios e aproximando-se de Apolo (sentado).

Cotito ou Cótis (em grego clássico: Κότυς Kótys) era uma deusa trácia importante que era adorada em cerimónias designadas por Cotícia. Era particularmente celebrada entre os édones. A Suda mencionou que era adorada entre os coríntios. Os gregos consideravam Cotito como sendo uma das faces de Perséfone.

## Etimologia
Acredita-se que o nome Cotito significasse "guerra, matança", tal como Höðr em nórdico antigo.

## Culto
Os seguidores de Cotito eram conhecidos como baptos, que significa "banhistas", porque a sua cerimónia de purificação, antes da adoração, envolvia um ritual elaborado de banhos. Cotito era frequentemente adorada durante cerimónias noturnas, ou mistérios, que estavam associados a comportamentos efeminados e obscenos. O seu culto era muito semelhante ao culto da deusa Bendis. 
Cotito também foi adorada em Corinto.